# Peizermade
Peizermade est un village situé dans la commune néerlandaise de Noordenveld, dans la province de Drenthe. Le 1er janvier 2007, le village comptait 110 habitants.